# Avicularia juruensis
Avicularia juruensis (Syn.: Avicularia urticans) ist eine baumbewohnende Spinnenart aus der Familie der Vogelspinnen (Theraphosidae).

## Verbreitung
Das Verbreitungsgebiet umfasst Mittelperu und das Grenzgebiet zu Brasilien, das Amazonasgebiet südwestlich von Iquitos, und das Gebiet des Río Ucayali bei Contamana.

## Merkmale
Beim Männchen sind Carapax und Cheliceren dicht behaart, am Carapaxrand und bei der Fovea blass gelblich, die sonstige Färbung bis aus die Tarsenenden schwarz, die Tarsenenden blass rötlich. Die Haare sind an den Spitzen manchmal weiß gelblich, wobei die Spitzenfärbung weniger ausgeprägt ist als bei den Weibchen.
Beim Weibchen sind die Haare am Carapax blass gelbrötlich gefärbt, am Abdomen schwarz bis schwarzbraun. An den Beinen sind die Haare rötlich mit weißgelben Spitzen, die Pfoten der Tarsen rötlich lachsfarben. Die Körpergröße erreicht zwischen 5 und 7 cm.
Die Reizhaare der Spinne werden als sehr aggressiv beschrieben.